# 国际风景园林师联合会
国际风景园林师联合会或国际景观设计师联盟（英語：International Federation of Landscape Architects, 縮寫IFLA），1948年在英国伦敦成立，是一个风景园林领域内的非营利国际组织。
联合会主要的工作目标有：
- 发展和推广国际间风景园林专业和与之相关的艺术和科学学科
- 普及对风景园林作为一种与环境继承、生态和社会可持续发展有关的自然和人文现象的认识
- 在风景园林设计、管理、保护和发展方面制定高的行业标准